# Pikus (mitologia)
Pikus (łac. Picus – dosł. „dzięcioł”) – w mitologii rzymskiej syn Saturna, król Lacjum. 
Był wieszczem, wróżącym przy pomocy dzięcioła. Jego żoną miała być Canens, zaś synem Faunus. Według innej literackiej wersji mitów miał być małżonkiem nimfy Pomony.
Wzgardził wdziękami zakochanej w nim Kirke, która za karę zamieniła go w dzięcioła. 
Pikus został ubóstwiony i był czczony jako bóg lasów i wróżb. Wieśniacy czcili go jako bóstwo chroniące pola przed suszą i zapewniające paszę bydłu.